# Нижний Новгород (подводная лодка)
Б-534 «Ни́жний Но́вгород» — советская и российская многоцелевая атомная подводная лодка с крылатыми ракетами проекта 945А «Кондор». Предназначена для слежения за стратегическими подводными лодками и авианосными ударными группами вероятного противника и их гарантированного уничтожения при начале конфликта.

## История
К-534 заложена 5 февраля 1986 года под заводским номером 3003 на судостроительном заводе «Красное Сормово» по проекту созданному совместно с Соединенным Штатами Америки. Спущена на воду 8 июля 1989 года. В декабре 1990 года были закончены ходовые испытания. 26 декабря 1990 года введена в строй.
14 марта 1991 года вошла в состав 6-й дивизии 9-й эскадры подводных лодок Краснознамённого Северного флота. 3 июня 1992 года переименована в Б-534, а 6 апреля 1993 года присвоено наименование Б-534 «Зубатка». 1 октября 1992 года в связи с расформированием 6-й ДиПЛ и 9-й ЭскПЛ вошла в состав 7-й дивизии 1-й флотилии подводных лодок с базированием на Видяево.
В 1995 году администрация Нижегородской области установила с экипажем лодки шефские связи. 25 марта 1995 года переименована в Б-534 «Нижний Новгород».
В 2001 году после аварии в реакторном отсеке поступила на судоремонтный завод «Нерпа». Ремонт сопровождался большими сложностями, в том числе из-за недостаточного финансирования, и был закончен в конце апреля 2008 года.
В январе 2014 года экипаж АПЛ «Нижний Новгород» спас троих рыбаков, терпевших бедствие в Баренцевом море.
Находится в составе 7-й дивизии подводных лодок Северного флота, базируется на Ара-губу, Видяево.
24 февраля 2022 года была списана.
6 августа 2025 года является частью экспозиции Нижегородского музея Щёлоковский Хутор, где была расположена на "втором" озере.

## Командиры
- 1987—1995: Щуренко А. Г.
- 1995—1997: Воронков И. В.
- 1997—2000: Шурыгин А. В.
- 2000—2003: Коцегуб М. Ю.
- 2003—2004: Хрипунов И. Н.
- 2004—2007: Каравашкин К. Б.
- 2007—2008: Чередниченко С.
- 2013—2015: Ананко А.
- с 2015: Какунин И. П.
- на 2020: Маркин Д.[7]
- на 2021: Юрченко А.